# Vincenzo Romano
Vincenzo Romano (3 juin 1751 - 20 décembre 1831) est un prêtre catholique napolitain, curé de la paroisse de Torre del Greco pendant plus de trente ans. Il est vénéré comme saint par l'Église catholique, et donné comme patron aux prêtres napolitains. 

## Biographie
Baptisé Domenico Vincenzo Michele, il est surnommé « Vincenzo » par ses parents en l’honneur de Vincent Ferrier. 
Issu d'un quartier populaire de Torre del Greco, il grandit dans un milieu modeste et profondément religieux. Manifestant son goût pour la prêtrise dès son plus jeune âge, il rejoignit le séminaire de Naples à 14 ans. Il y aura pour directeur spirituel le bienheureux Mariano Arciero et recevra même des enseignements de saint Alphonse de Liguori. 
Ordonné prêtre le 10 juin 1775, il est nommé vicaire à Torre del Greco. Là, il se dévoue inlassablement aux pauvres, aux malades qu'il visite, aux enfants issus des milieux défavorisés pour lesquels il ouvrira même une école ouverte à tous pendant une vingtaine d'années dans sa propre maison. Ses innombrables activités au service de la population lui vaudront le surnom de « prêtre travailleur »  (en italien prete lavoratore). C'est notamment pendant la terrible éruption du Vésuve de 1794 qu'on vit à quel point il se dévoua à ses paroissiens, et relèvera l'église paroissiale qui avait été détruite, et qu'il voulut plus belle et plus grande. Elle sera même élevée au rang de basilique mineure par le pape Pie XII en 1958.
Nommé curé de Torre del Greco en 1799, il poursuit ses nombreuses œuvres charitables auprès des pauvres, des malades et des enfants, prêcha des missions populaires pour raviver la foi de ses paroissiens, et s'en allait régulièrement, le crucifix en main, à la rencontre de la population, notamment des ouvriers et des pécheurs, pour rencontrer un à un ses paroissiens et les reconduire à la pratique religieuse. Le dimanche, il célébrait la messe plus de quatre fois afin que chacun puisse assister à l'office. Sa paroisse se transforma et il devint célèbre. Don Romano mourut le 20 décembre 1831 des suites d'un cancer.

## Béatification et canonisation
La cause pour la béatification et canonisation de Vincenzo Romano débute le 22 septembre 1843 à Naples. Le 25 mars 1895, le pape Léon XIII reconnaît l'héroïcité de ses vertus et lui attribue le titre de vénérable. 
Le 17 novembre 1963 il est proclamé bienheureux par le pape Paul VI à Rome.
Sa dépouille est conservée dans une châsse de verre et exposée à la vénération des fidèles dans la Basilique Santa Croce de Torre del Greco. En 1990, le pape Jean-Paul II est venu se recueillir sur ses reliques.
Le 6 mars 2018, le pape François reconnaît comme authentique un miracle attribué à l'intercession de Vincenzo Romano, et signe le décret de sa canonisation. Il est proclamé saint lors d'une cérémonie célébrée le 14 octobre 2018 à Rome, par le pape François, durant le synode sur la jeunesse.